# Efraím Basílio Krevey
Efraim Basilio Krevey (ur. 12 grudnia 1928, zm. 3 kwietnia 2012) - duchowny greckokatolicki, bazylianin,  święcenia kapłańskie przyjął w 1951. W 1971 mianowany koadiutorem eparchii kurytybskiej i biskupem tytularnym Caffa. Przejął rządy w eparchii w 1978. Przeszedł na emeryturę w 2006.